# Jérémie Boga
Jérémie Boga (ur. 3 stycznia 1997 w Marsylii) – francuski piłkarz iworyjskiego pochodzenia, występujący na pozycji skrzydłowego we francuskim klubie OGC Nice oraz w reprezentacji Wybrzeża Kości Słoniowej. Wychowanek Chelsea. Zwycięzca Pucharu Narodów Afryki 2023.